# Erik Tawaststjerna
Erik Werner Tawaststjerna (Mikkeli, 10 ottobre 1916 – Helsinki, 22 gennaio 1993) è stato un musicologo, pianista, docente e critico musicale finlandese, ricordato come importante biografo di Jean Sibelius.

## Biografia
Erik Werner Tawaststjerna nacque a Mikkeli, Granducato di Finlandia nel 1916. Studiò pianoforte con Ilmari Hannikainen, K. Bernhard, Heinrich Leygraf, Heinrich Neuhaus, Alfred Cortot e Jules Gentil. La sua carriera concertistica iniziò nel 1943 e fu confinato in Scandinavia, Vienna e Unione Sovietica, dopo di che divenne insegnante privato. Ricoprì incarichi presso il Dipartimento di stampa e affari culturali del ministero degli Esteri della Finlandia dal 1948 al 1960. La sua tesi di dottorato presso l'Università di Helsinki nel 1960 fu sulle opere per pianoforte di Jean Sibelius; divenne professore di musicologia all'università dal 1960 al 1983.
La sua magnum opus fu la sua biografia di Sibelius, che era stato suo amico personale. Usò una ricchezza di materiale personale finora non disponibile, tra cui lettere e diari privati, a cui gli era stato concesso l'accesso senza restrizioni. Originariamente scritto in svedese, fu pubblicato per la prima volta in cinque volumi in finlandese; poi cinque in svedese; tre in inglese (tradotto da Robert Layton) e un volume ridotto in russo. Ricevette il premio Tieto-Finlandia. L'impulso immediato per l'opera fu la biografia di Sibelius del 1959 di Harold E. Johnson, che creò un tumulto in Finlandia e indusse la famiglia di Sibelius a commissionare a Tawaststjerna di scrivere una biografia più equilibrata.
He also served on the juries of international piano competitions (International Tchaikovsky Competition 1970, 1974; Rio de Janeiro Competition 1973; Ravel Competition 1975), and was music critic for the leading Finnish daily newspaper. Tawaststjerna also wrote on Sergei Prokofiev, but was unable to complete a major biography of Dmitri Shostakovich before his death. He died in Helsinki in 1993, aged 76.
Fu anche giurato nelle giurie di concorsi pianistici internazionali (Concorso Internazionale Ciajkovskij 1970, 1974; Concorso Rio de Janeiro 1973; Concorso Ravel 1975) ed è stato critico musicale per il principale quotidiano finlandese. Tawaststjerna ha anche scritto su Sergej Prokof'ev, ma non fu in grado di completare una grande biografia di Dmitrij Šostakovič prima della sua morte.
Morì a Helsinki nel 1993, a 76 anni.

## Famiglia
Anche suo figlio Erik T. (Thomas) Tawaststjerna (nato l'8 giugno 1951 a Helsinki) è pianista e pedagogo: insegna all'Accademia Sibelius di Helsinki. Ha inciso la musica per pianoforte originale completa di Sibelius. Nel 1981 ha tenuto la prima esecuzione finlandese della Sinfonia n. 2 The Age of Anxiety (L'età dell'ansia) di Leonard Bernstein .